# Bramka CNOT

Symbol bramki CNOT używany w obliczeniach kwantowych i na schematach obwodów kwantowych

Bramka CNOT (ang. controlled not, sterowane zaprzeczenie, kontrolowane NOT, kontrolowana negacja, CN, CNot) – uniwersalna dwukubitowa bramka kwantowa. Jest reprezentowana przez 4 × 4-wymiarową macierz unitarną postaci:
{\displaystyle \operatorname {CNOT} ={\begin{bmatrix}1&0&0&0\\0&1&0&0\\0&0&0&1\\0&0&1&0\end{bmatrix}}.}
Bramka ta odwraca drugi kubit (docelowy) wtedy i tylko wtedy, gdy pierwszy kubit (sterujący) jest równy {\displaystyle |1\rangle .} Jeżeli rozważymy tylko dwie wartości wejściowe {\displaystyle (|0\rangle \;{\text{i}}\;|1\rangle ),} to wyjście docelowe bramki CNOT odpowiada standardowej bramce XOR:
| Wejście                     | Wejście                     | Wyjście                     | Wyjście                     |
| Sterujący                   | Docelowy                    | Sterujący                   | Docelowy                    |
| --------------------------- | --------------------------- | --------------------------- | --------------------------- |
| {\displaystyle \|0\rangle } | {\displaystyle \|0\rangle } | {\displaystyle \|0\rangle } | {\displaystyle \|0\rangle } |
| {\displaystyle \|0\rangle } | {\displaystyle \|1\rangle } | {\displaystyle \|0\rangle } | {\displaystyle \|1\rangle } |
| {\displaystyle \|1\rangle } | {\displaystyle \|0\rangle } | {\displaystyle \|1\rangle } | {\displaystyle \|1\rangle } |
| {\displaystyle \|1\rangle } | {\displaystyle \|1\rangle } | {\displaystyle \|1\rangle } | {\displaystyle \|0\rangle } |

Działanie bramki CNOT dla wektorów bazowych (stanów bazowych) {\displaystyle |00\rangle ,} {\displaystyle |01\rangle ,} {\displaystyle |10\rangle } oraz {\displaystyle |11\rangle } można przedstawić następująco:
CNOT:
{\displaystyle |00\rangle \to |00\rangle ,}
{\displaystyle |01\rangle \to |01\rangle ,}
{\displaystyle |10\rangle \to |11\rangle ,}
{\displaystyle |11\rangle \to |10\rangle ,}
Bramka kontrolowanej negacji ma podstawowe znaczenie dla obliczeń kwantowych, jako tzw. uniwersalna bramka kwantowa.